# Luftbewegliche Infanterie

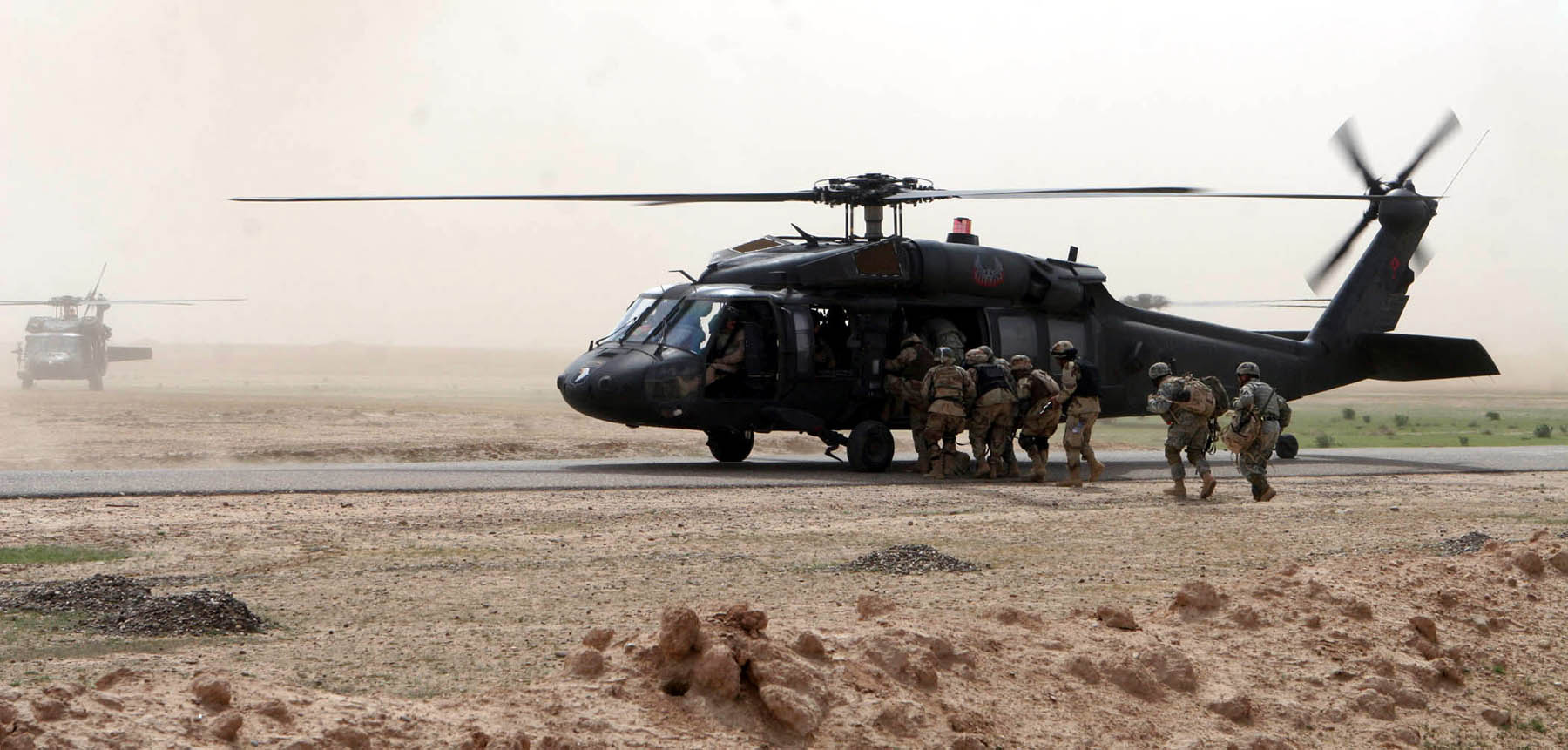
Luftbewegliche Infanterie der United States Army

Luftbewegliche Infanterie ist Infanterie, die mit Luftfahrzeugen an den Einsatzort befördert wird und dort infanteristisch kämpft.

## Geschichte
Bereits im Ersten Weltkrieg wurde durch den späteren Brigadegeneral Billy Mitchell ein Planungskonzept für die Luftlandung von Infanterie hinter den feindlichen Linien erarbeitet. Zu einer Umsetzung kam es durch das Kriegsende und den für die damalige Zeit zu hohen Aufwand nicht.
Die ersten Fallschirmjäger wurden durch die italienische Armee aufgestellt. Der erste militärische Fallschirmsprung fand im November 1927 statt. Die Sowjetunion folgte in den 1930er Jahren mit der Aufstellung von Fallschirmjäger- und luftbeweglichen Infanterieverbänden.
Die ersten Gefechtseinsätze durch Luftanlandungen führte die Wehrmacht 1940 mit Teilen der 3. Gebirgs-Division (Wehrmacht) bei der Besetzung von Norwegen beim Unternehmen Weserübung durch und der 22. Luftlande-Division, bestehend aus Krad-Schützen- und Infanterieeinheiten, gegen die Flugplätze von Ockenburg, Ypenburg und Valkenburg in den Niederlanden während des Westfeldzug mit Transportflugzeugen Junkers Ju 52/3m und Wasserflugzeugen.´Bei der Luftlandung von Fallschirm-Pionieren unter Rudolf Witzig gegen das Fort Eben-Emael kamen Lastenseglern DFS 230 zum Einsatz. Die Masse der Fallschirmjäger der ersten Welle in der Luftlandeschlacht um Kreta wurde jedoch mit Fallschirmen abgesetzt. Erst ab der zweiten Welle erfolgten die Anlandungen der 5. Gebirgs-Division direkt mit den Transportflugzeugen auf die eingenommenen Flugplätze.
Während der Landung in der Normandie und der Operation Tonga setzten die Alliierten in hohem Maße Lastensegler zur Anlandung von Luftlandeinfanterie und schweren Waffen und leichten Fahrzeugen wie zumeist Jeeps ein.
Während des Vietnamkriegs wurde als neukonzeptionelle Auflage zum Lastensegler die 1. US-Kavalleriedivision, die zu diesem Zeitpunkt eine Infanteriedivision war, mit Hubschraubern und unterstützt durch Kampfhubschrauber oder bewaffnete Begleithubschrauber zum Einsatz gebracht. Daher wurde Infanterie, die luftangelandet wurde, auch als Luftkavallerie (englisch Air Cavalry) bezeichnet. Diese Aufgabe übernahm die 101. US-Luftlandedivision. Die United States Army unterhält mit dem XVIII. US-Luftlandekorps auch weiterhin große luftbewegliche Kräfte. Hauptbestandteil dieses Luftlandekorps sind drei luftverlastbare Infanteriedivisionen, zu denen auch die 10. US-Gebirgsdivision gehört.
Die Bundeswehr verfügt mit der Gebirgsjägerbrigade 23 und den Fallschirmjägern, vormals den beiden Luftlandebrigaden 26 und 31, heute Luftlandebrigade 1 über mit Hubschraubern  luftbewegliche Infanterie. Die Bundeswehr setzte seit 2006 mit dem Jägerregiment 1, unterstellt der Luftbeweglichen Brigade 1, das Konzept der Luftkavallerie um. Die infanteristische Komponente sollte im Gefecht durch den Eurocopter Tiger unterstützt werden. In der Luftbeweglichen Brigade waren die Hubschrauber organischer Bestandteil des Großverbandes, im Gegensatz zur Zuteilung nach Anforderung beim bisherigen Konzept der mit Hubschraubern der Heeresflieger-Korpsregimenter luftbeweglich gemachten Fallschirmjäger. Die aus diesem u. a. hervorgegangenen Jägerbataillone der mechanisierten Brigaden und der Deutsch-Französischen Brigade sind nur ohne ihre zur Gefechtsausstattung gehörenden GTK Boxer und TPz Fuchs lufttransportfähig.

## Aufbau und Auftrag
Die durch Hubschrauber luftbewegliche Infanterie ist gegenüber rad- und kettenbeweglicher Infanterie schneller verlegbar, unabhängig vom Gelände und bietet die Möglichkeit, einen Gegner auch tiefer im Feindraum überraschend anzugreifen, und kann wichtige Geländeteile wie eine Brücke oder einen Gebirgspass einnehmen und den feindlichen Nachschub unterbinden sowie Verstärkungen binden.

## Ausrüstung
Die Ausrüstung ist an die begrenzte Ladekapazität von Luftfahrzeugen wie mit dem Waffenträgerfahrzeug Wiesel und dem ESK Mungo angepasst.